# Tignac
Tignac é uma comuna francesa na região administrativa de Occitânia, no departamento de Ariège. Estende-se por uma área de 3,53 km². Em 2010 a comuna tinha 24 habitantes (densidade: 6,8 hab./km²).